# Copa Federación Venezolana de Ciclismo
Der Copa Federación Venezolana de Ciclismo „Corre por la vida“ (dt. Pokal des venezolanischen Radsportverbandes „Rennen für das Leben“) ist ein venezolanisches Straßenradrennen, das als Eintagesrennen ausgetragen wird.
Die aus einem Männer- und einem Frauenrennen bestehende Copa Federación Venezolana de Ciclismo ist neben dem Clásico Aniversario de la Federación Venezolana de Ciclismo eines von zwei Veranstaltung, die jährlich um den Jahrestag der Gründung des venezolanischen Radsportverbandes stattfinden. 
Das Männerrennen gehörte in den Jahren 2007 und 2008 zur UCI-Kategorie 1.2 der UCI America Tour, bevor es 2009 aus dieser wieder gestrichen wurde. Von 2011 bis 2015 das Rennen in derselben Kategorie wie zuvor wieder Teil der America Tour.
Das mit einer Unterbrechung seit 2008 ausgetragene Frauenrennen gehörte ebenfalls jeweils der UCI-Kategorie 1.2 aus.

## Siegerliste
| Männer - 2016 keine Austragung - 2015 Honorio Machado - 2013/2014 Keine Austragung - 2012 Frederick Segura - 2011 Miguel Ubeto - 2010 Frederick Segura - 2009 Honorio Machado - 2008 Artur García - 2007 José Alarcón - 2004–2006 keine Austragung - 2003 Gil Cordovés | Frauen - 2016 Janildes Fernandes Silva - 2015 Gleydimar Tapia Romero - 2014 Angie Sabrina González Garcia - 2013 keine Austragung - 2012 Mayra Rocha - 2011 Angie Sabrina González Garcia - 2009/2010 keine Austragung - 2008 Karelia Judith Machado Jaimes |